# Comuna Gračišće, Istria
Gračišće este o comună în cantonul Istria, Croația, având o populație de 1.419 locuitori (2011).

## Demografie
Componența etnică a comunei Gračišće
     Croați (78,79%)
     Necunoscut (0,99%)
     Neclasificat (19,8%)
Componența confesională a comunei Gračišće
     Catolici (96,83%)
     Necunoscută (1,83%)
     Alte religii (1,34%)
Conform recensământului din 2011, comuna Gračišće avea 1.419 locuitori. Din punct de vedere etnic, majoritatea locuitorilor (78,79%) erau croați, cu o minoritate de afiliați religios (19,1%). Apartenența etnică nu este cunoscută în cazul a 0,99% din locuitori. Din punct de vedere confesional, majoritatea locuitorilor (96,83%) erau catolici. Pentru 1,83% din locuitori nu este cunoscută apartenența confesională.